# Toyah Willcox
Toyah Willcox, występująca jako Toyah (ur. 18 maja 1958 w Birmingham) – brytyjska wokalistka, autorka tekstów i aktorka, wywodząca się ze sceny punk rockowej, wykonująca później muzykę nowofalową i pop-rockową. W latach 1977–1983 przewodziła własnej grupie o nazwie Toyah, z którą odniosła znaczący sukces komercyjny w Wielkiej Brytanii i Irlandii. W tamtym czasie wylansowała takie przeboje jak „It’s a Mystery”, „I Want to Be Free”, „Thunder in the Mountains”, „Brave New World” i „Rebel Run”, a trzy z jej albumów zdobyły złoty lub srebrny status. Od 1985 roku nieprzerwanie prowadzi karierę solową pozostając przy nazwie Toyah, a w latach 2007–2020 występowała także w zespole The Humans. Jako aktorka zadebiutowała pod koniec lat 70. w filmach Jubileusz i Kwadrofonia, i od tamtej pory regularnie pojawia się w filmach, serialach i sztukach teatralnych. Nagrała również narrację do seriali dla dzieci Brum i Teletubisie. W latach 90. i na początku 2000. Toyah z powodzeniem prowadziła także karierę telewizyjną jako prezenterka różnorodnych programów dla stacji BBC, ITV i VH1.

## Pochodzenie i wczesne lata
Toyah urodziła się w 1958 roku Kings Heath, dzielnicy Birmingham. Była najmłodsza z trójki dzieci i dorastała w dość zamożnej rodzinie klasy średniej. Jej ojciec, Beric Willcox, prowadził biznes stolarski, a matka, Barbara Joy z domu Rollinson, była profesjonalną tancerką. Toyah miała bardzo dobry kontakt z ojcem, jednak od zawsze dość napięte stosunki z matką. Skolioza oraz inne wady fizyczne, z jakimi się urodziła, wymagały długoletnich fizjoterapii i były, razem z wadą wymowy, powodem dokuczania ze strony szkolnych rówieśników. Chodziła do prywatnej szkoły, jednak często opuszczała zajęcia i zaliczyła tylko jeden przedmiot na poziomie O-level – muzykę. Była buntowniczką i zainteresowała się subkulturą punk po tym, jak poszła na koncert Sex Pistols. Pracowała jako asystentka w teatrach w Birmingham.

## Kariera

### 1977–1984: Z zespołem Toyah
W 1977 roku Toyah przeprowadziła się do Londynu, gdzie występowała w sztuce Tales from the Vienna Woods w Royal National Theatre. Wtedy też założyła własny zespół o nazwie Toyah, w którego skład weszli również Joel Bogen (gitara), Mark Henry (bas), Steve Bray (perkusja) i Peter Bush (instrumenty klawiszowe). Wystąpiła w kilku filmach, m.in. Jubileuszu Derka Jarmana, The Corn Is Green u boku Katharine Hepburn i produkcji Kwadrofonia, opartej na twórczości The Who. W 1979 roku ukazał się pierwszy singel jej grupy, „Victims of the Riddle”, a następnie debiutancki album, Sheep Farming in Barnet, który zdobył szczyt listy niezależnej w Wielkiej Brytanii. Druga płyta, wydana w połowie 1980 roku The Blue Meaning, również była numerem 1 na tej liście i weszła też do top 40 ogólnokrajowego zestawienia UK Albums Chart. Płytę promował singel „Ieya”. Pod koniec roku w brytyjskiej telewizji wyemitowany został film dokumentalny poświęcony zespołowi i ukazało się koncertowe wydawnictwo Toyah! Toyah! Toyah!, które uzyskało status srebrnej płyty.
Kariera zespołu nabrała rozpędu w 1981 roku, wraz z wydaniem piosenki „It’s a Mystery”. Ukazała się ona na 7-calowej EP-ce Four from Toyah i pod takim tytułem weszła na brytyjską listę UK Singles Chart, gdzie dotarła do 4. miejsca. Kolejny singel, „I Want to Be Free”, był jedynym w dorobku grupy, który spotkał się z międzynarodową popularnością, docierając m.in. do top 10 w Wielkiej Brytanii i Irlandii oraz top 40 w Australii i Nowej Zelandii. Obie piosenki znalazły się na trzeciej płycie zespołu, Anthem, która dotarła do 2. miejsca UK Albums Chart i jeszcze w tym samym roku zdobyła status złotej. Jesienią singel „Thunder in the Mountains” okazał się kolejnym sukcesem, plasując się na miejscu 4. w Wielkiej Brytanii. Piosence towarzyszył teledysk wyreżyserowany przez duet Godley & Creme. Pod koniec 1981 roku wydana została kolejna EP-ka, Four More from Toyah, z przewodnim utworem „Good Morning Universe”, notowana w brytyjskim i irlandzkim top 20.
W czerwcu 1982 roku wydany został czwarty studyjny album grupy, The Changeling, którego mroczny materiał odbiegał w stronę rocka gotyckiego. Płyta dotarła do 6. miejsca listy sprzedaży w Wielkiej Brytanii i zdobyła certyfikat srebrnej. Promująca ją ballada „Brave New World” spotkała się ze względnym sukcesem. Latem 1982 zespół wyruszył w trasę koncertową, której zapis został wydany na koncertowym albumie Warrior Rock: Toyah on Tour, wydanym pod koniec roku. Wydawnictwo weszło do top 20 brytyjskiej listy sprzedaży i było kolejnym numerem 1 na liście niezależnej. W tym samym roku ukazało się wznowienie singla „Ieya”, a także nowe nagranie „Be Proud Be Loud (Be Heard)”. Oba single osiągnęły średni sukces na listach przebojów.
Następna płyta, Love Is the Law, ujrzała światło dzienne jesienią 1983 roku. Nie powtórzyła jednak sukcesu poprzednich wydawnictw, docierając tylko do miejsca 28. w Wielkiej Brytanii. Promujące ją single, „Rebel Run” i „The Vow”, spotkały się ze średnim sukcesem i zespół Toyah rozpadł się jeszcze w tym samym roku. W tamtym czasie Willcox występowała w sztuce Trafford Tanzi na londyńskim West Endzie i zagrała w filmie telewizyjnym The Ebony Tower u boku Laurence’a Oliviera. Na początku 1984 roku ukazała się kompilacja Toyah! Toyah! Toyah! All the Hits z największymi przebojami, a rok później płyta Mayhem, będąca kolekcją niepublikowanych wcześniej utworów i wersji demo.

### 1985–1992: Wczesna kariera solowa
Toyah Willcox rozpoczęła karierę solową, pozostając przy nazwie Toyah, i w 1985 roku wydała album Minx, wydany przez Portrait Records. Płyta stylistycznie odchodziła od wcześniejszych dokonań artystki w kierunku brzmienia bardziej komercyjnego. Pierwszy singel, „Don’t Fall in Love (I Said)”, oraz sam album weszły do top 40 w Wielkiej Brytanii, jednak kolejne single, „Soul Passing Through Soul” i „World in Action”, zdobyły już o wiele mniejsze zainteresowanie. W roku 1986 Toyah poślubiła Roberta Frippa z zespołu King Crimson, z którym nagrała wspólną płytę The Lady or the Tiger?. Jej kolejny solowy album, Desire, ukazał się w 1987 roku nakładem E.G. Records. Płytę promował cover piosenki „Echo Beach” z repertuaru grupy Martha and the Muffins, który spotkał się ze średnim sukcesem w Wielkiej Brytanii, jednak samej płycie, jak i kolejnemu singlowi, „Moonlight Dancing”, nie udało się już wejść na listy sprzedaży. W tym samym roku występowała w musicalu Kabaret w Londynie i udzieliła przemowy na gali Women of the Year w obecności księżnej Diany.
W 1988 roku Toyah wydała album koncepcyjny Prostitute, o eksperymentalnym charakterze, odnoszący się do jej małżeństwa i tego, jak jest postrzegana publicznie. Płyta nie była promowana żadnym singlem i nie weszła na listy sprzedaży, choć spotkała się z uznaniem. W tym samym roku wraz z mężem założyła krótko istniejący zespół Fripp Fripp, w którego skład wchodzili także Trey Gunn i Paul Beavis. Grupa wkrótce zmieniła nazwę na Sunday All Over the World. Pod koniec lat 80. Toyah zagrała w sztukach Sen nocy letniej w Birmingham i Whale w Londynie.
W 1990 roku zagrała m.in. w sztuce Poskromienie złośnicy w Cambridge Theatre, a w 1991 wzięła udział w dramacie Amadeusz, który wyruszył w trasę teatralną po Wielkiej Brytanii. W tym samym roku nagrała też narrację do serialu dla dzieci pt. Brum i wydała kolejną solową płytę, Ophelia’s Shadow, która nie była promowana żadnymi singlami i przeszła jednak bez echa. W 1991 zespół Sunday All Over the World wydał swoją pierwszą i jedyną płytę, Kneeling at the Shrine, rozwiązując się jeszcze w tym samym roku.

### 1993–2006: Kariera telewizyjna
W 1993 roku Willcox rozpoczęła swoją kilkunastoletnią karierę telewizyjną, prowadząc programy kulturalne w stacjach ITV i BBC. Zagrała w filmie Anchoress i wydała album Take the Leap!, dostępny także jako Leap!, który składał się z nowych wersji starych piosenek, jak i premierowego materiału. W 1994 roku ukazała się płyta Dreamchild, z której pochodziły single „Out of the Blue” i „Now and Then”. Willcox była współautorką jedynie jednej piosenki na albumie, który był utrzymany w nietypowym dla niej tanecznym stylu i nie był notowany na żadnych listach sprzedaży. W 1995 Toyah przygotowała dwie płyty zawierające jej dawny repertuar nagrany na nowo: Looking Back oraz The Acoustic Album, które również osiągnęły niskie wyniki sprzedaży. W międzyczasie zagrała też tytułową rolę w musicalu Piotruś Pan wystawianym w Wielkiej Brytanii.
W 1996 roku Toyah zaczęła pojawiać się na antenie BBC w programie Watchdog oraz magazynie podróżniczym Holiday, który prowadziła przez kolejnych kilka lat. Z kolei na kanale ITV prezentowała erotyczny program The Good Sex Guide Late. Nagrała także narrację do serialu dla dzieci Teletubisie, a w latach 1997–1999 prowadziła programy muzyczne na antenie VH1. Była również prezenterką programów religijnych w BBC, Songs of Praise (za prowadzenie którego spotkała się z krytyką ze strony chrześcijańskich fundamentalistów) i The Heaven and Earth Show. Regularnie grała w sztukach teatralnych, co jakiś czas pojawiała się w serialach i prowadziła audycje radiowe dla BBC. Pod koniec lat 90. zagrała w dwóch filmach, Julie and the Cadillacs oraz The Most Fertile Man in Ireland.
W 2000 roku, nakładem Hodder & Stoughton, Toyah wydała swoją biografię Living Out Loud. Kontynuowała aktorstwo teatralne, a w 2002 roku wzięła udział w trasie koncertowej gwiazd muzyki lat 80., Here and Now. W 2003 roku wydała EP-kę Velvet Lined Shell niezależnie przez swoją własną wytwórnię Vertical Species Records, którą poprzedził maxi singel „Little Tears of Love”. W tym samym roku wzięła udział w brytyjskim reality show I'm a Celebrity...Get Me Out of Here!, w którym została wyeliminowana jako piąta. W 2004 roku ponownie koncertowała w ramach zbiorowej trasy Best of the 80s. Na początku 2005 roku pojawiła się w kolejnym reality show w brytyjskiej telewizji, I’m Famous and Frightened!, a następnie wydała drugą książkę, Diary of a Facelift, poświęconą jej własnym doświadczeniom z chirurgią plastyczną. Książka spotkała się ze skrajnymi opiniami i dużym zainteresowaniem. Pod koniec roku ukazało się koncertowe DVD Wild Essence: Live in the 21st Century.

### Od 2007 roku: Zespół The Humans i solowy powrót
W 2007 roku razem z Billem Rieflinem i Chrisem Wongiem założyła nowy zespół, The Humans, a następnie wydała singel „Latex Messiah (Viva la Rebel in You)”. Piosenka zapowiadała jej kolejną solową płytę studyjną, In the Court of the Crimson Queen, która została wydana jesienią 2008 przez Willow Recordings. W tym samym czasie Willcox pojawiała się gościnnie w serialu Sekretny dziennik call girl, a następnie w jednym odcinku serialu Na sygnale. Przez dwa lata grała też jedną z głównych ról w musicalu Vampires Rock. Wiosną 2009 zespół The Humans wydał swój pierwszy album, We Are the Humans.
W 2011 roku Willcox zagrała w filmie The Power of Three i wyruszyła w trasę koncertową From Sheep Farming to Anthem: Classics Revisited, która skupiała się na repertuarze z jej trzech pierwszych płyt. Wydała dwa single: „Fallen” z DJ-em Yomanda oraz „21st Century Supersister”, a jesienią ukazała się druga płyta The Humans pt. Sugar Rush. W roku 2012 miała miejsce specjalna trasa koncertowa z okazji 30-lecia albumu The Changeling, a rok później jubileuszowe tournée Love Is the Law & More. W 2014 roku udzieliła serii koncertów, podczas których wykonywała swoje utwory w akustycznych wersjach. Występowała też w Ameryce Północnej z zespołem The Humans, który wydał w tym samym roku swoją trzecią płytę, Strange Tales. Zagrała w komedii grozy Aaaaaaaah!, która ukazała się w 2015 roku.
W latach 2017–2018 Willcox występowała w sztuce opartej na filmie Jubileusz, wystawianej w Manchesterze i Londynie. W 2018 zorganizowała trasę #Toyah60 z okazji swoich 60. urodzin. W kwietniu 2019 ukazała się reedycja płyty In the Court of the Crimson Queen, wzbogacona o dodatkowe utwory, w tym singel „Dance in the Hurricane”, jak i nową szatę graficzną. Wersja ta była pierwszym od ponad 30 lat albumem Toyi notowanym na brytyjskiej liście UK Albums Chart (miejsce 74.). W tym samym roku koncertowała w Szkocji w ramach trasy Thunder in the Highlands i pojawiła się w filmie Invasion Planet Earth, do którego nagrała piosenkę „Step into the New World”.
W 2020 roku, w trakcie pandemii koronawirusa, Toyah rozpoczęła publikację filmików na platformie YouTube, w których odpowiadała na pytania od fanów i wykonywała covery klasyków gatunku rock i heavy metal w towarzystwie męża Roberta Frippa, często nosząc wyzywające stroje. Wiele z nich zdobyło szeroką popularność w internecie. Pod koniec 2020 roku wytwórnia Cherry Red rozpoczęła serię reedycji pierwszych albumów Toyi w rozbudowanych wersjach deluxe. Wówczas też artystka pracowała nad premierowym albumem studyjnym, zatytułowanym Posh Pop. Ukazał się on w sierpniu 2021 i uplasował na 22. miejscu w Wielkiej Brytanii. W tym samym roku Toyah koncertowała w ramach Posh Pop Tour, a w 2022 wyruszyła w opóźnioną trasę Electric Ladies of the 80s i wydała cover „Slave to the Rhythm”. W 2023 Toyah i Robert Fripp po raz pierwszy wystąpili na Festiwalu Glastonbury i wyruszyli we wspólną trasę Sunday Lunch – Rock Party Tour. Jesienią 2024 Toyah wzięła udział w brytyjskim show telewizyjnym Strictly Come Dancing, gdzie razem z partnerem Neilem Jonesem zostali wyeliminowani jako druga para w kolejności.

## Życie prywatne
16 maja 1986 w Witchampton w hrabstwie Dorset Toyah poślubiła Roberta Frippa z zespołu King Crimson, którego poznała trzy lata wcześniej. Mieszkają w mieście Pershore w hrabstwie Worcestershire. Para nie ma dzieci jako że Willcox tuż po ślubie poddała się zabiegowi sterylizacji tłumacząc to tym, że po prostu nie chce potomstwa bo nigdy nie miała instynktu macierzyńskiego, poza tym, wady fizyczne utrudniałyby jej noszenie ciąży.
Willcox uznaje się za osobę duchową, czerpiąc inspiracje z chrześcijaństwa i buddyzmu. W młodości doświadczała zjawisk paranormalnych. Wierzy w życie pozaziemskie i popiera teorię paleoastronautyki.
Ma dysleksję i dyspraksję. W listopadzie 2021 przeszła zakażenie koronawirusem.

## Dyskografia
| - 1979: Sheep Farming in Barnet - 1980: The Blue Meaning - 1981: Anthem - 1982: The Changeling - 1983: Love Is the Law - 1985: Minx - 1986: The Lady or the Tiger? (oraz Robert Fripp) - 1987: Desire - 1988: Prostitute - 1991: Ophelia’s Shadow - 1991: Kneeling at the Shrine (Sunday All Over the World) - 1993: Take the Leap! - 1994: Dreamchild - 1995: Looking Back - 1996: The Acoustic Album - 2008: In the Court of the Crimson Queen - 2009: We Are the Humans (The Humans) - 2011: Sugar Rush (The Humans) - 2014: Strange Tales (The Humans) - 2021: Posh Pop - 1979: Sheep Farming in Barnet - 1981: Four from Toyah - 1981: Four More from Toyah - 2003: Velvet Lined Shell - 2013: Winter in Wonderland - 2014: Has God Ceased to Dream You | - 1980: Toyah! Toyah! Toyah! - 1982: Warrior Rock: Toyah on Tour - 2021: Live at Trading Boundaries (oraz The Humans) - 2022: Live at the Rainbow - 2023: Live at Drury Lane - 1984: Toyah! Toyah! Toyah! All the Hits - 1985: Mayhem - 1994: Best of Toyah - 1997: The Very Best of Toyah - 1998: The Best of Toyah: Proud, Loud & Heard - 1998: Live & More: Live Favourites and Rarities - 2005: The Safari Records Singles Collection Part 1: 1979–1981 - 2005: The Safari Records Singles Collection Part 2: 1981–1983 - 2008: Good Morning Universe: The Very Best of Toyah - 2020: Solo (box set) - 2020: Rare, Remixed & Revisited - 2020: Noise in Your Head (oraz The Humans; box set) - 2021: Mesmerised: Rarities & Remixes 85–94 |

### Single
- 1979: „Victims of the Riddle”
- 1979: „Neon Womb”
- 1980: „Computer”
- 1980: „Bird in Flight”
- 1980: „Ieya”
- 1980: „Danced”
- 1981: „It’s a Mystery”
- 1981: „I Want to Be Free”
- 1981: „Thunder in the Mountains”
- 1982: „Brave New World”
- 1982: „Be Proud Be Loud (Be Heard)”
- 1983: „Rebel Run”
- 1983: „The Vow”
- 1985: „Don’t Fall in Love (I Said)”
- 1985: „Soul Passing Through Soul”
- 1985: „World in Action”
- 1987: „Echo Beach”
- 1987: „Moonlight Dancing”
- 1993: „Out of the Blue”
- 1994: „Now and Then”
- 2002: „Little Tears of Love”
- 2007: „Latex Messiah (Viva la Rebel in You)”
- 2011: „Fallen” (oraz Yomanda)
- 2011: „21st Century Supersister”
- 2012: „I Believe in Father Christmas”
- 2019: „Dance in the Hurricane”
- 2019: „Step into the New World”
- 2021: „Levitate”
- 2021: „Zoom Zoom”
- 2021: „Summer of Love”
- 2022: „Slave to the Rhythm”
- 2023: „Roses in Chains”

## Filmografia
- 1978: Jubileusz (Jubilee) – jako Mad
- 1979: Kukurydza jest zielona (The Corn Is Green) – jako Bessie Watty
- 1979: Burza (The Tempest) – jako Miranda
- 1979: Kwadrofonia (Quadrophenia) – jako Monkey
- 1980: Dr. Jekyll and Mr. Hyde – jalo Janet
- 1981: Urgh! A Music War – jako ona sama
- 1984: Murder: Ultimate Grounds for Divorce – jako Valerie Cunningham
- 1984: Wieża z kości słoniowej (The Ebony Tower) – jako Anne
- 1986: The Disputation – jako Consuelo
- 1990: Midnight Breaks – jako Elize
- 1993: Tomorrow Calling – jako Dialta Downes
- 1993: Anchoress – jako Pauline Carpenter
- 1999: Julie and the Cadillacs – jako Barbara Gifford
- 2000: The Most Fertile Man in Ireland – jako Dr Johnson
- 2011: The Power of Three – jako Michelle
- 2015: Aaaaaaaah! – jako Barabara
- 2017: The Apple Picker – narrator
- 2017: Last Laugh – jako Pam Allan
- 2017: Lies We Tell – jako Lydia
- 2017: In Extremis – jako kobieta
- 2019: Invasion Planet Earth – jako Claire Dove
- 2020: Doll House – jako Layla
- 2020: To Be Someone – jako Bunny
- 2020: Heckle – jako Julie Johnson
- 2021: SwipeRight – jako Dr Bennett
- 2021: Ghosts of Borley Rectory – jako Estelle Roberts
- 2022: Give Them Wings – jako Alice Hodgson
- 2023: Kaleidoscope Man – jako Clare Dove